# Andrea Parenti
Andrea Parenti, (Casalecchio di Reno, 26 de abril de 1965) é um arqueiro italiano, medalhista olímpico por equipes.

## Carreira
Andrea Parenti nos Jogos Olímpicos de Verão de 1996 em Atlanta conseguiu o bronze por equipes, ainda participou anteriormente em 1988 e 1992 sem ganhar medalha. 